# Esclavitud en Venezuela

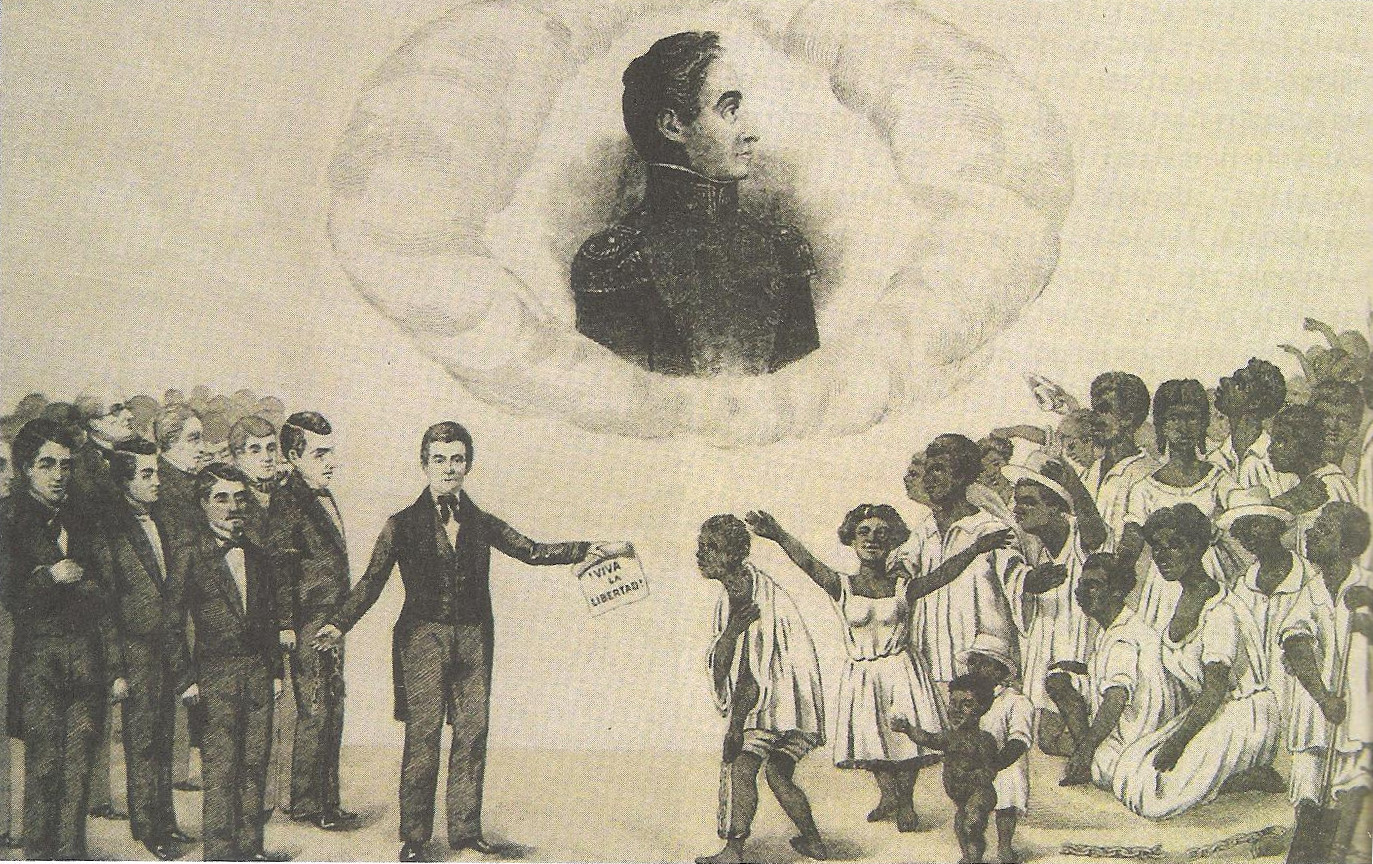
Abolición de la esclavitud en Venezuela

La esclavitud es la condición en la que un ser humano carece de derechos, convirtiéndose en una propiedad administrada por otra persona, la cual puede obtener beneficios por su trabajo o trata. En Venezuela, la esclavitud estuvo presente desde la época prehispánica, cuando los indígenas arahuacos y caribes usaban a los prisioneros de guerra en el trabajo forzado y como una mercancía de intercambio.Al arribar los españoles, comenzaron a comprar esclavos a los indígenas y posteriormente generalizaron la esclavitud a muchas de las tribus con las que tuvieron contacto. Ante la masiva muerte y resistencia de los indios, estos empiezan a ser sustituidos por esclavos africanos negros. La mayoría de los esclavos fueron ubicados en las zonas costeras del norte del país y usados como mano de obra para laborar en la agricultura, minería, servicio doméstico, etc.
Los descendientes de los africanos e indígenas también fueron sometidos al régimen de la esclavitud y, como los negros criollos, mulatos y zambos, clasificados según el sistema de castas impuesto por los españoles. Algunas estimaciones señalan que entre 1500 y 1810 pudieron haber entrado unos 121.168 africanos, este número podría ser mayor si se consideran los esclavos entrados por vía de contrabando.
Al el inicio de la guerra de independencia, el bando republicano, representado por la oligarquía criolla, en su mayoría dueños de esclavos, ignoró las demandas de la mayoría social, mestizos y esclavos, lo que derivaría en una falta de apoyo. La movilización de los esclavos a favor de la causa realista fue uno de los factores que generó la caída de las dos primeras repúblicas. Ante este fracaso inicial, los criollos republicanos cambiaron su posición sobre la esclavitud, promoviendo leyes para la eliminación gradual de la esclavitud que a la vez evitaban dañar económicamente a los propietarios. Estas leyes fueron poco efectivas.
Finalmente, el 24 de marzo de 1854, bajo la presidencia de José Gregorio Monagas, fue aprobada por el congreso la ley de la abolición de la esclavitud, liberando a 23.378 personas y estableciendo el pago de indemnizaciones a los propietarios por la compra de la libertad de los esclavos, que alcanzó un monto de 4.432.991 pesos, un promedio de 190 pesos por persona.
Desde 2016, diversas organizaciones han denunciado la aparición de la esclavitud moderna en Venezuela, han denunciado la existencia de trata de personas, trabajos forzados, explotación sexual, trabajo infantil y la servidumbre. Según el índice global de esclavitud, publicado por la iniciativa de la organización Walk Free, existirían unos 198.800 casos de esclavitud moderna en 2016, con una escasa respuesta gubernamental en la justicia, apoyo y prevención.

## Época prehispánica

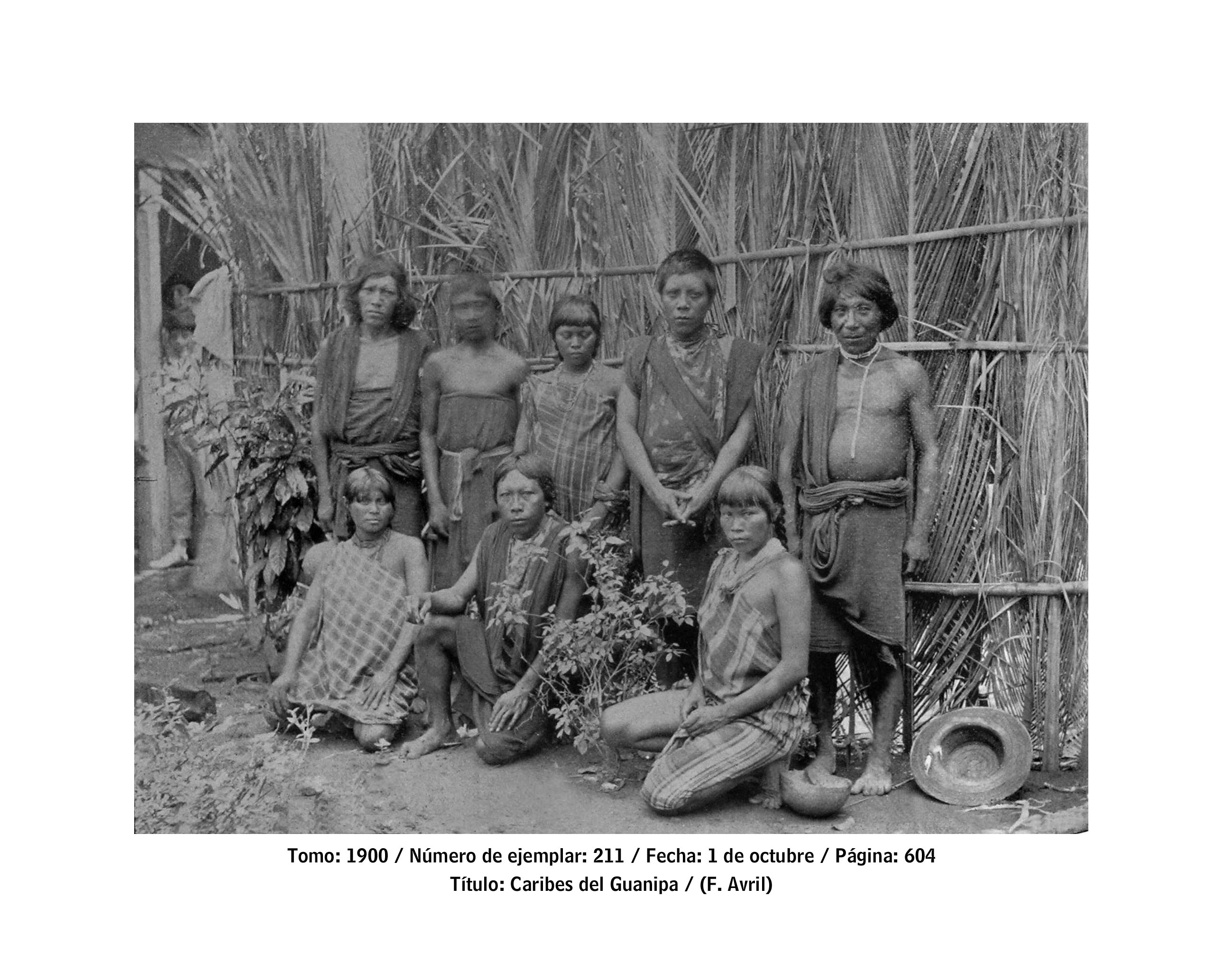
Indígenas caribes

La esclavitud era una práctica común antes de la llegada de los europeos al continente, algunos de los indios que habitaban la zona solían tomar prisioneros de guerra de otras tribus, los caribes los llamaban itotos y los arahuacos macos, y los usaban como mano de obra, sin embargo, no existía el concepto de propiedad y en algunos casos el cautiverio era temporal. El comercio se realizaba en áreas de las Antillas, Guayana y en la región del Orinoco, y los esclavos se usaban en la agricultura y como mercancía de intercambio. Tras la llegada de los españoles, comenzaron a esclavizar y comerciar con los nativos, lo que continuó hasta finales del siglo XVIII.

## Época colonial
Con la llegada de los españoles, estos comenzaron a esclavizar a algunos de los indígenas, primero fueron los macos e itotos, a quienes compraban a diferentes tribus, aunque luego la esclavitud se generalizó. A inicios del siglo XVI se traen algunos esclavos blancos de los reinos de Castilla, en algunas partes de Europa, era común que los pobres se vendieran como esclavos por un determinado tiempo. Posteriormente los indios comenzaron a ser sustituidos por negros africanos, durante todo el periodo de duración de la trata de esclavos, se estima que ingresaron 121.168 personas, número que podría ser mayor si se considera el tráfico ilegal.

### Esclavitud indígena
Desde 1503 se desata una fuerte resistencia de los indios caribes contra los españoles, lo que sirvió de pretexto para esclavizarlos en masa, por medio de licencias reales se permitía la esclavitud de los indios caribes rebeldes, aunque esto dio pie a que se consideraran a todos los indios rebeldes y caribes sin importar su etnia. Muchos españoles vieron esto como un negocio rentable y empezaron a comerciar indios en las Antillas, como lo hizo el explorador Jerónimo de Ortal quien los vendía en Puerto Rico y Santo Domingo.
Posteriormente los Welser tomaron más de 1.000 esclavos indígenas en varias expediciones para ser usados en las minas, pero debido a las muertes, fugas y rebeliones de los indígenas, los africanos negros empezaron a sustituirlos como la principal fuente de mano de obra esclava.
En 1542, por medio de las Leyes Nuevas, se eliminó la esclavitud de los indígenas, pero siguieron siendo esclavos los indios que se rebelaran contra los españoles. A partir de 1552, la esclavitud indígena fue progresivamente sustituida por el sistema de encomiendas. Estas medidas se tomaron en virtud de la despoblación del territorio por las muertes de los indios, debido a las enfermedades y malos tratos, lo que ocasiono el rechazo de algunos españoles como el padre Bartolomé de las Casas.

### Origen de los esclavos africanos
Existieron diversas formas para conseguir esclavos en África, los europeos con la colaboración de algunos africanos solían secuestrar personas para esclavizarlas, mientras que algunas tribus solían vender criminales, prisioneros de guerra y mujeres acusadas de adulterio.
Tres grupos culturales de África llegaron principalmente a las Américas, la cultura guineana, varios pueblos de la que se destacan la Yoruba y la Ashanti, provino de Ghana y Nigeria. La cultura bantú principalmente de la zona de Angola y el Congo y la cultura de los Mandingas parcialmente islamizados. Aproximadamente la mitad de los esclavos de Venezuela procedían de la zona del Congo y Angola, mientras que la otra mitad era del golfo de Guinea. Los esclavos de la zona del Congo y Angola, generalmente de las culturas bantúes, se usaron para el trabajo del campo, mientras que los guineanos eran preferidos para el trabajo doméstico y artesanal.
Entre los siglos XVI y XVII, los primeros africanos traídos a Venezuela por los portugueses provenían de Cabo Verde, Guinea, Angola y Benguela, mientras que los franceses buscaban esclavos de Senegal y Dahomey, y los ingleses de Gambia, Dahomey, Lagos y Sierra Leona. Los esclavos llegaron principalmente de la Costa de Oro y Costa de Marfil en el siglo XVIII, durante todo el periodo de comercio muchos esclavos ingresaron ilegalmente, lo que dificultó determinar su origen.
Al comienzo de la esclavitud, los propietarios usaron gentilicios africanos como los apellidos de los esclavos, fueron comunes apellidos como Angola, Arai, Carabalí, Congo, Lucumí, Mina y Tarí. Al aumentar la población de esclavos criollos, se reduce el uso de apellidos africanos siendo sustituidos en su mayoría por los apellidos españoles.
Se han identificado el origen de algunos esclavos según los gentilicios usados en la época colonial :
- Cultura Mande: Canga, Mandele, Mandinga y Soso.
- Pueblos Voltaicos desde el sur del río Níger hasta el valle del río Volta y en el norte de Nigeria: Agachi o Ngaga, Barila o Bariba, Caobanga o Shanga, Mojinga o Moshi, Mosanga o Shanga, Quibito, Quinene, Quisongo y Quisulo.
- Nigerianos Plateau de Nigeria y Camerún:  Bambi o Mbemba, Chara, Aroba o Roba, Camoanda o Camba, Cataloaqui o Talok, Cule o Kulu, Embuila o Mbula, Guunga o Guungawa, Jiri o Guri, Monda o Munga y Muguchi o Munga.
- Nigerianos del Sur: Carabalí, Ebia y Nago o Lucumí o Ayo o Yoruba.
- Cultura Twi de Togo, Ghana y Costa de Marfil: Arache o Araya, Guachi o Wachi, Ewe, Fon, Guaza o Wasa, Akan, Ashanti, Mina o Gege, Popo, Tari.
- Costa de Liberia, Sierra Leona y la Costa de Marfil: Kru, Mande Periféricos, Ngere o Jerero y Guinea.
- Senegambios: Bañon o Banyun, Bran, Catende o Tenda o Tende, Folopo o Wollof, Fulo o Wollof, Sape o Zape o Baga.
- Bantús del Noroeste entre Camerún y la República Central Africana: Bafo o Cafo, Candala o Manda, Casimba o Simba, Catagala, Catende o Tende, Mobangombe o Mbang.
- Bantús Ecuatoriales del valle del Río Congo: Babinga o Binga, Bemba o Babemba, Camajunda, Mondongo, Motoangombe o Ngombe, Tacanga o Bacongo.
- Bantús Centrales de la región del Congo y de Angola: Angola, Cambuta o Camba, Camaconda o Baconda, Baconga, Congo, Chalala o Kalanga, Luango, Mabala, Malemba, Suchi o Basuchi, Sundi o Asundi.

La mayoría de estos pueblos tenían estilos de vida similares, con una estructura social formada por familias extendidas, patriclanes y matriclanes, vivían en pequeñas aldeas, profesaban el totemismo, trabajaban en la agricultura y practicaban la esclavitud. Otros pueblos, como los Ashanti y los Yoruba, formaron reinos como el de Benín y el asante y desarrollaron sistemas de creencias como la religión yoruba, que se unió al  catolicismo en América para formar la santería. Los Bantús fueron numerosos en Venezuela, formaron reinos como Ndongo y el Congo, mientras que los mandingas fueron comunes al inicio de la esclavitud, pero muchos propietarios los evitaban porque no querían tener esclavos musulmanes, propensos a rebelarse.

### sigloXVI-XVII
En el siglo XVI comienza el tráfico de esclavos a  Venezuela, los Welser serían los primeros en introducir esclavos, posteriormente los españoles trajeron 80 a Buría y el procurador Simón de Bolívar solicitó una licencia para traer 3000 esclavos al territorio. Uno de los principales puertos de la trata en Venezuela fue La Guaira, los esclavos se comerciaban por piezas, una madre y su hijo recién nacido pasaban como una pieza, dos niños hasta los 7 eran considerados una pieza.
Los jóvenes hasta los 16 años, si estaban sanos, se vendían como una pieza, y dos enfermos se consideraban una pieza, al igual que los adultos enfermos. Después de la llegada de los esclavos se celebraba una feria para la compra, un esclavo en óptimas condiciones valdría unos 400 pesos. Tras la venta, a los esclavos se les hacía una marca en un brazo con un hierro candente llamada carimba la cual fue eliminada en 1784.
Inicialmente, fueron utilizados para la pesca de perlas, posteriormente comenzaron a trabajar en minas de oro y actividades agrícolas en plantaciones de cacao, caña de azúcar y café. También laboraron como soldados, en el servicio doméstico y en la herrería, alfarería, carpintería, sastrería, orfebrería.
Las esclavas trabajaban en el campo y en el servicio doméstico, muchas mujeres negras se dedicaban a la crianza de los hijos de los mantuanos, las esclavas eran parteras y se encargaban del cuidado de los niños blancos, creando ciertos vínculos afectivos, como el caso de Hipólita Bolívar la aya de Simón Bolívar. Un gran número de esclavos domésticos recibieron beneficios inalcanzables para quienes trabajaban en el campo, y muchos fueron liberados por voluntad de sus propietarios.
Ante la práctica del contrabando de esclavos, provenientes principalmente de las Antillas, la corona española exigía la legalización de estos esclavos por medio del pago de un impuesto a los propietarios. Era común que los esclavos que entraban ilegalmente fueran cambiados por cacao, cuero, ganado, mulas, pescado seco, etc.
Los esclavos presentaron diversas formas de resistencia contra la esclavitud, la principal fue la fuga, los fugitivos serían llamados cimarrones, también fue común el suicidio, el aborto, la automutilación, y las rebeliones. Entre los siglos  XVI y XVII, el comercio de esclavos era reducido, con un estimado de 48.000 esclavos importados, existieron pocas minas, la agricultura estaba poco desarrollada y el consumo local era primordial, además, los esclavos eran demasiados costosos para la mayoría de los hacendados.

### sigloXVIII

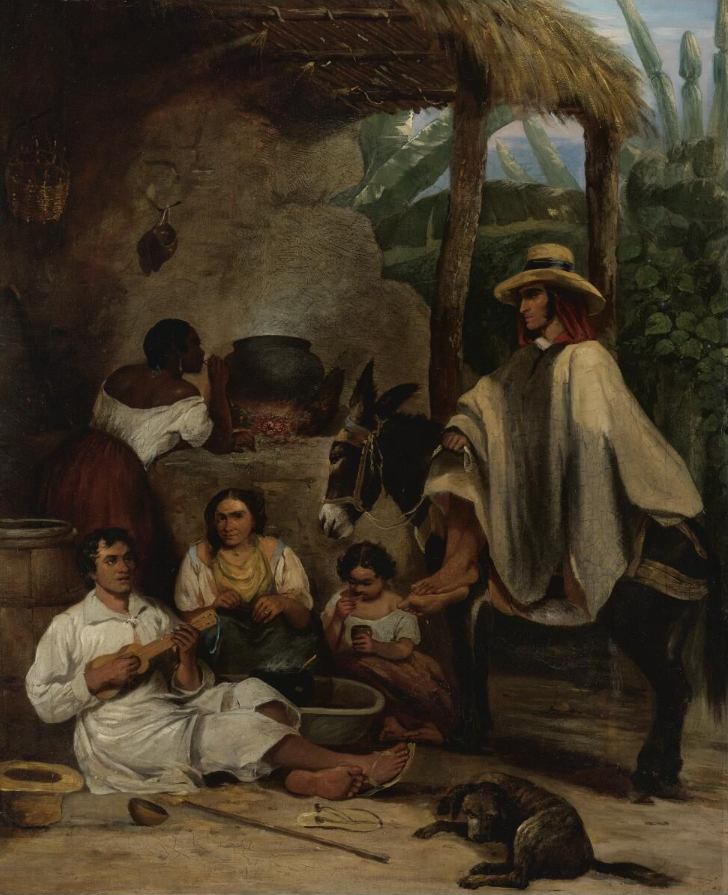
Posada de Ferdinand Bellermann

Con el auge del cultivo del cacao en las primeras décadas del siglo XVIII, aumentó el número de esclavos introducidos con la participación de la Real Compañía de Guinea y la Compañía Inglesa, y este aumento se mantiene durante la segunda parte del siglo XVIII. La eliminación de los asientos, monopolios que se encargaban del tráfico de esclavos, permitió mayor participación de los propietarios en el comercio.
En esta época, los propietarios llevaban a algunos esclavos a formarse en oficios de herrería, pintura, carpintería, etc. Después que el esclavo completaba su formación, el dueño lo alquilaba para obtener beneficios. Algunos esclavos lograron ser maestros de escuelas y otros se dedicaban a labores impopulares como verdugo.
Para el año 1721 existió un gran número de negros cimarrones, podría haber unos 20.000, estos huían a zonas inaccesibles, aunque cercanas a haciendas que les garantizaban alimentos, y en estas zonas fundaban pequeños pueblos denominados cumbes o rochelas. Esto poblados fundados por africanos y sus descendientes, esclavos y libres, surgirían algunos centros poblados de Venezuela como Nirgua, Curiepe, Tocuyito, Borburata, Choroní, Chuao, entre otros.
Entre 1728 y 1769, la Compañía Guipuzcoana participó en el comercio de esclavos, al igual que los ingleses, introduciendo más de 1000 esclavos. Entre 1784 y 1786 se firman contratos con las casas Baker y Dawson de Liverpool para la entrega de 3862 esclavos al puerto de La Guaira. El número estimado de esclavos que entraron a Venezuela por medio de la trata durante el siglo XVIII fue más de 70.000 personas.
En 1797, la conspiración de Gual y España, que buscaba la independencia y la abolición de la esclavitud, fue derrotada por la colaboración de españoles y mantuanos. A finales del siglo XVIII, el comercio de esclavos comienza a disminuir, en parte debido a su inviabilidad económica, y la mano de obra esclava fue sustituida por la servidumbre y el trabajo asalariado realizado en su mayoría por personas libres.

### Castigos
La Real Cédula de 1789 establecía los castigos para los esclavos, que no debían ser exagerados e incluían la prisión, grilletes, cepo y azotes. Existieron prisiones exclusivas para los negros y pardos, aunque, los propietarios intervenían para lograr la libertad de sus esclavos y evitar perder dinero. Los castigos consistían en azotes y prohibiciones de salir sin licencia, y los "delitos" más graves, como una rebelión, podrían conducir a la mutilación o la pena capital. Tradicionalmente, los esclavos usaron plantas medicinales para tratar sus enfermedades y se inspiraban en ideas mágicas, estas prácticas los llevaron a ser perseguidos por la Santa inquisición, acusándolos de herejía y brujería.

### Derechos
En 1789, se promulgó una Real cédula acerca del trato que debían dar los amos a los esclavos, esta otorgaba un descanso semanal los domingos y días festivos, y recomendaba proveerles alimentos, vestidos y un hogar. También establecía que los esclavos deberían trabajar entre los 17 y 60 años, con un descanso de dos horas diarias, además, los propietarios debían encargarse de los cuidados médicos y funerarios, así como de la manutención a los niños y ancianos. A pesar de toda la reglamentación para un "buen" trato a los esclavos, las leyes se acataban pero no se cumplían, los niños fueron obligados a trabajar y muchos esclavos murieron por enfermedad, castigos o exceso de trabajo.

### Libertad
Los esclavos podían conseguir su libertad de varias formas, pagando a sus amos por su libertad, los propietarios podían conceder la libertad es sus testamentos, delatando rebeliones de esclavos y colaborando con las autoridades en la defensa del territorio. Algunos dueños otorgaban la libertad a sus esclavos porque estos eran sus hijos o sobrinos, por otra parte, la mayoría de los esclavos que podían comprar su libertad eran viejos, lo que eximía al propietario de mantener esclavos improductivos.
Algunos dueños pagaban salarios a los esclavos y les permitía disponer de su tiempo libre para sembrar pequeñas parcelas, llamadas conucos, en las partes del terreno que menos rendimiento ofrecían, de esta forma, el hacendado explotaba totalmente su terreno y se desentendía del mantenimiento del esclavo. El sistema de arboledilla surgido a finales del siglo XVIII, cuando la esclavitud empezaba a dejar de ser factible económicamente, permitió a los esclavos obtener su libertad trabajando en su conuco y usar las ganancias comprar su libertad, pero esto provocó oposición de algunos propietarios que se quejaban de que sus esclavos les robaban la cosecha para venderla a menor precio.

### Matrimonio
Los esclavos tenían derecho a casarse, pero muchos dueños se oponían a estas uniones, por un lado, al casarse esclavos de distintos amos, la mujer debía vivir con su marido, lo que dificultaba el trabajo en su hacienda. Por otra parte, si bien existieron leyes contra el mestizaje, en la práctica se ignoraron, comenzando un proceso de mestizaje en el que los hombres blancos podían disponer de sus esclavas indígenas y negras.

### Rebeliones
En diciembre de 1552 se produce la rebelión de Miguel de Buría en las cercanías de la ciudad de Nueva Segovia, un grupo de negros e indígenas liderados por Miguel se rebelan contra sus amos y huyen a las montañas. Los rebeldes decidieron atacar la ciudad, pero son vencidos y huyen, tras el ataque, los españoles organizaron una expedición y asaltaron el cumbe, logrando matar a Miguel y volviendo a esclavizar a los sobrevivientes.
Entre 1731 y 1733 ocurre una rebelión en los valles de río Yaracuy liderada por Andrés López del Rosario, apodado Andresote, los rebeldes fueron apoyados por algunos criollos y comerciantes holandeses que luchaban contra el monopolio del comercio de la Compañía Guipuzcoana. Andresote y los rebeldes lograron vencer varias expediciones militares, pero en 1733 son derrotados y Andresote huyó a Curazao.
En 1795 se produce la insurrección de Coro, liderada por el zambo libre José Leonardo Chirino y José Caridad González, inspirada en la revolución haitiana de los jacobinos negros, Chirino realizó varios viajes a Haití en los que recibiría la influencia de la revolución francesa. La rebelión buscaba la eliminación de la esclavitud y el régimen de la servidumbre, además perseguía la creación de una república, la eliminación de varios impuestos y la desaparición de la nobleza blanca.
La rebelión fue derrotada por un grupo de nobles blancos que se organizaron en defensa la ciudad, tras la derrota, se desató una violenta represión, la mayoría de los esclavos fueron fusilados sin juicio y otros tantos degollados. Chirino logró huir con algunos de sus colaboradores, pero tres meses después es capturado y ejecutado en la horca.

### Religión
Muchos esclavos pertenecían a la Iglesia católica, donados por propietarios como un acto de "fe cristiana", después de las grandes plantaciones, la iglesia era la mayor propietaria de esclavos que laboraban para su servicio y mantenimiento. Muchos dueños promovieron el adoctrinamiento de sus esclavos, se construyeron iglesias y capillas para los esclavos, y se utilizó la religión como un instrumento de control donde se les enseñaba que Dios los hizo esclavos por ser negros y que debían aceptar los castigos de sus amos. Algunos negros esclavos y libres se unían en cofradías para adorar a los dioses y deidades africanas, usando las imágenes de los santos católicos y creando un sincretismo religioso.

## Guerra de independencia
A comienzos de la Guerra de Independencia de Venezuela, se estima que existieron unos 80.000 esclavos, la mayoría concentrados en las costas del centro del país. Al comienzo los mantuanos mantienen su posición sobre la esclavitud, pero el 14 de agosto de 1810 se decretó la prohibición del tráfico de esclavos internacional, pero no local, en parte debido a las guerras en Europa y la oposición inicial de Gran Bretaña al comercio.
Durante la Primera República se redactó la constitución de 1811, que no alteró el régimen de esclavitud ni ofreció concesiones a los sectores populares, tras la caída de la Primera República, los realistas llamaron a los esclavos a unirse a sus filas y combatir contra sus propietarios que se encontraban, en su mayoría, en el bando patriota. En 1812 el general Francisco de Miranda propuso la incorporación de 1.000 esclavos al ejército ofreciéndoles la libertad tras 4 años de servicio y destacada participación, esta encontró rechazo por parte del bando republicano, considerándola una amenaza a sus intereses.
Entre 1811 y 1816, la ausencia de concesiones a los sectores populares desemboca en una guerra de clases y colores, en la que la mayoría de los negros y los pobres lucharon contra la república oligárquica de los blancos criollos. Esto fue aprovechado los militares José Tomás Boves y Francisco Rosete que incorporaron esclavos al bando español para combatir contra sus propietarios, pero el militar Pablo Morillo trató de limitar a los negros que se unían y los destituía, provocando la pérdida del apoyo popular, aunque concedió la libertad a algunos de los esclavos que pelearon junto con los españoles.
En 1816 el militar Simón Bolívar publicó un decreto sobre la libertad de los esclavos, otorgando la libertad a los que se alistaran en el ejército republicano, pero el decreto tuvo poco éxito. Aunque Bolívar liberó a sus esclavos entre 1813 y 1814, el decreto fue un compromiso político con el presidente haitiano Alexandre Pétion a cambio de ayuda y financiamiento para la causa patriota, así como la necesidad de aumentar el número de soldados de su ejército.
Bolívar expresó su rechazo al régimen de la esclavitud e intento aprobar leyes y decretos para lograr la libertad de los esclavos, aunque también demostró preocupación de que Venezuela se convirtiera en otra Haití, temía que los esclavos y los pardos apartaran del poder a los blancos criollos formando una "pardocracia". En 1818 Bolívar insiste emitiendo varios decretos antiesclavistas, mientras que el militar José Antonio Páez promueve la eliminación de la esclavitud en el estado de Apure, pero el Congreso de Angostura pospone medidas a favor de la abolición.
Se desconoce el número de esclavos que participaron en la guerra por ambos bandos. Uno de los más destacados fue Pedro Camejo, que luchó en el bando realista y luego pasó al republicano. Además algunas esclavas sirvieron como enfermeras en el frente. Las promesas de libertad por servir en el bando republicano tuvieron pocos resultados:  apenas 41 esclavos lograron así su libertad entre 1821 y 1827, y muchos propietarios forzaron a sus esclavos a volver a la esclavitud después de la guerra.

## Gran Colombia
En 1821 Simón Bolívar solicitó al Congreso de Cúcuta la libertad de todos los colombianos al acto de nacer, y el 19 de julio el congreso aprobó una ley que prohibía el comercio de esclavos y otorgaba la libertad de vientres. Los esclavos nacidos de vientres libres, llamados manumisos, servirían a los propietarios de sus madres hasta los 18 años, edad a la cual serían liberados. Esta ley buscaba una eliminación gradual de la esclavitud sin afectar los "derechos" de los propietarios.
Los efectos de esta ley fueron limitadas, con solo 300 esclavos liberados entre 1821 y 1826. Ante este hecho, en 1827 Bolívar emitió decretos para recolectar fondos para la ley de manumisión, que perseguía conseguir la libertad de los esclavos pagando a sus dueños, pero solo un reducido número lograron su libertad gracias a dicha legislación. Las estimaciones del número de esclavos al final de la Gran Colombia en 1830 estaba entre los 19.000 y 42.000, observándose una disminución con respecto al inicio de la guerra de independencia, principalmente debido a las muertes durante el conflicto.

## Época republicana
Luego de la separación de Venezuela de la Gran Colombia, la legislación anterior comienza a retroceder en beneficio de los propietarios, el Congreso de Valencia de 1830, controlado por la oligarquía conservadora, emite leyes que dificultaron la libertad de los manumisos retrasando su obtención de los 18 hasta los 21 años. En 1835, se decretó una ley que mantenía en la esclavitud a los esclavos que se unieron al ejército, promovida por Antonio Leocadio Guzmán, quien había solicitado una indemnización por un par de esclavos de su pertenencia que sirvieron en la guerra años atrás, paradójicamente, Guzmán fundaría el partido liberal el cual fomentaría el abolicionismo.
En 1836 se promulgó una ley que reforzaba los castigos sobre los esclavos, aumentando el número de azotes permitidos y se trató de restaurar la esclavitud en las zonas de Apure y Guayana, donde estaba legalmente prohibida. Ante el retroceso de las leyes, se presentaron varios intentos de insurrecciones contra el gobierno por parte de esclavos y negros libres, como el levantamiento en Curiepe de 1822 y el de Ocumare en 1845.
Entre 1830 y 1854, 1223 esclavos fueron liberados y aproximadamente 27.000 murieron en la esclavitud, demostrando la efectividad de las políticas conservadoras para aprovechar hasta el final el régimen esclavista. A pesar de la reacción conservadora, la esclavitud perdía terreno frente a la mano de obra libre, además muchos esclavos ancianos morían y los nuevos, en virtud de la ley de vientres, nacían manumisos.

### Abolición

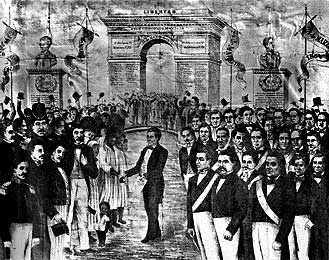
Promulgación de la Ley de abolición de la esclavitud.

En 1847 llega al poder el gobierno corte liberal controlado por los hermanos José Tadeo Monagas y José Gregorio Monagas, y durante su régimen se empieza a mostrar una actitud positiva hacia la abolición, se promueven leyes y recursos para acelerar la libertad de los esclavos.
Durante el gobierno de José Gregorio Monagas, el 24 de marzo de 1854,  el congreso aprueba la ley de abolición de la esclavitud, cuyo artículo primero afirmaba "Queda abolida para siempre la esclavitud en Venezuela", la ley también recogía las indemnizaciones a los propietarios. La promulgación de la ley se realizó el 25 de marzo con la presencia de funcionarios, militares y ciudadanos, y se publicaría una litografía en donde el presidente Monagas, acompañado de funcionarios, le entregaba la ley a un grupo de esclavos.
Según los registros de la época, obtuvieron su libertad 12.093 esclavos y 11.285 manumisos, tasados en 4.432.991 pesos, un promedio de 190 pesos por esclavo. Los 23.378 esclavos que lograron la libertad representaban el 2 % de la población de la época estimada en 1.350.000 habitantes.
El 26 de marzo de 1854 se presentan revueltas en Caracas tras la abolición, era costumbre de la época que las esclavas llevaran alfombras de sus amas al templo para que estas se arrodillaran durante los servicios. El domingo 26 de marzo, un día después de la abolición, las amas y esclavas fueron a la iglesia, sin embargo, turbas les arrebataron las alfombras a las esclavas y se las tiraron en el rostro a las amas.
Después de la abolición, muchos negros continuaban bajo del control de sus dueños, quienes no los liberarían hasta que el gobierno les cancelara la indemnización. El gobierno decretó una cantidad de impuestos para recaudar fondos, pero el pago se extendió por años, no existieron suficientes recursos y algunos esclavistas no poseían documentos para probar su propiedad.
En 1856 el monto había aumentado a más de 5.000.000 de pesos, y tras la caída del gobierno de José Tadeo Monagas, da comienzo la Guerra Federal que dificultó el pago, y en 1860 algunos hacendados exigieron la restitución de la esclavitud ante el impago, lo que generó revueltas. El 31 de octubre de 1861, el general José Antonio Páez, presidente del país, aprueba un decreto que buscaba captar ingresos para poder pagar la deuda. El propio Páez fue propietario de esclavos y parte de los acreedores, ya que el gobierno le debía por los esclavos de su hacienda de la Trinidad.
En 1865 la deuda es incorporada a la deuda nacional y se pagó lentamente por medio de bonos de la deuda pública, llegando al final del proceso de abolición. Tas la abolición, los ex esclavos se desempeñaron en actividades agrícolas, pero sometidos a un riguroso control, con restricciones de movimiento y bajos salarios, esta situación los mantendría en el fondo de la pirámide social.

## Legado

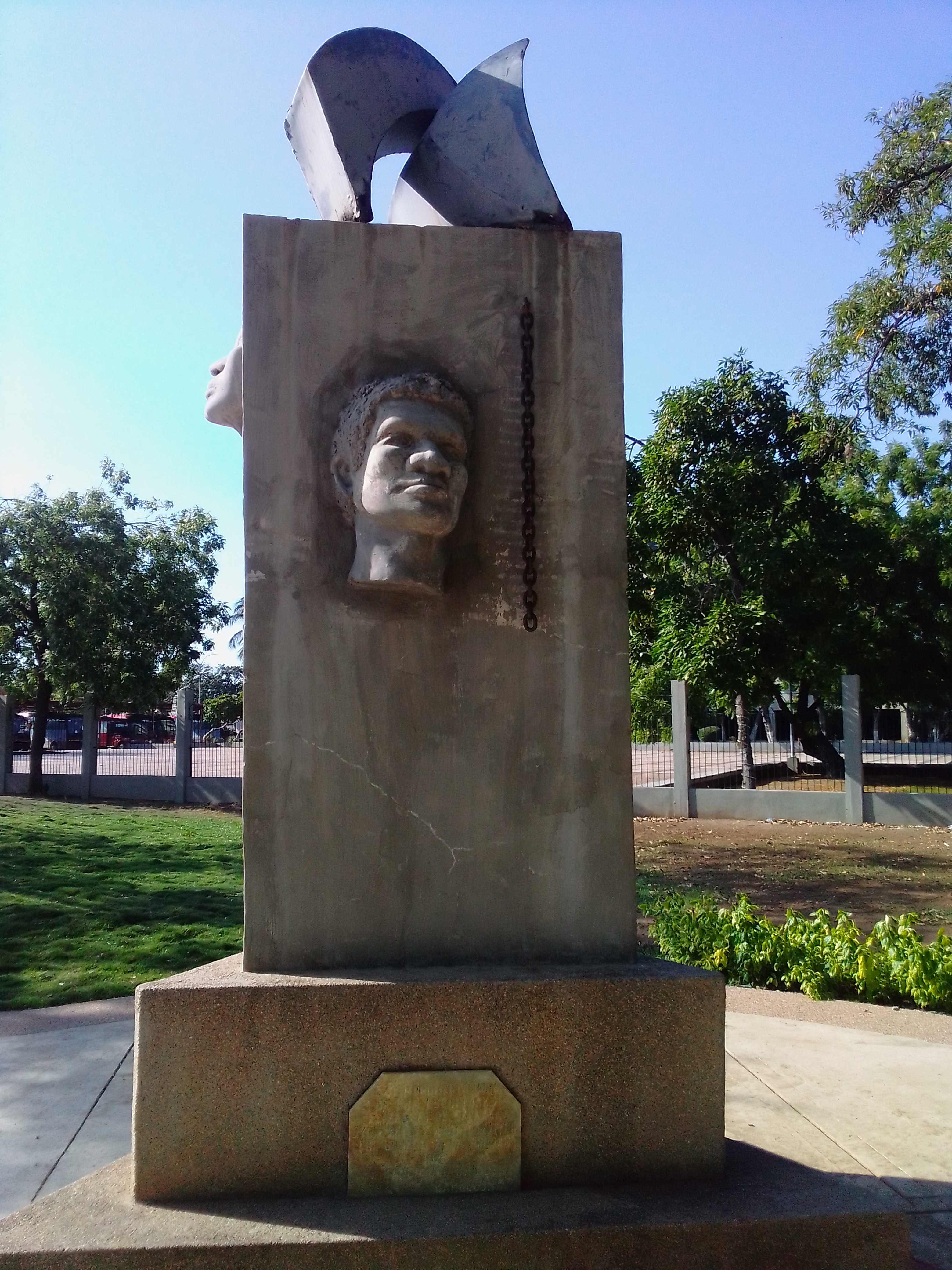
Monumento alegórico a la esclavitud en la ciudad venezolana de Barcelona.

Desde la época colonial, el estado y la élite criolla forjaron su poder y riqueza al apoderarse de las tierras indígenas y aprovecharse de la mano de obra esclava negra. La abolición de la esclavitud no eliminó las desigualdades y la discriminación, además desde la época colonial se crearon una serie de prejuicios que influirían en el desarrollo del racismo en Venezuela.
En Venezuela no hubo un grupo étnico dominante de esclavos y no pudieron preservar una uniformidad cultural como en otros países de América, los esclavos al ser vendidos eran segregados y mezclados con otros grupos para evitar rebeliones, lo que provocó una aculturación. Sin embargo, los africanos y sus descendientes aportaron elementos culturales, combinados con influencias indígenas y españolas, que contribuyeron en la formación cultural de la sociedad venezolana.
La cultura afrovenezolana contribuyo al enriquecimiento  del Español venezolano, ampliando el vocabulario usado para describir alimentos, apellidos y topónimos. La literatura venezolana fue influenciada por las historias orales de origen africano, muchas ayas trasmitieron cuentos y leyendas africanas, popularizando historias como las de Mandinga y los cuentos de Tío Conejo.
Los africanos ingresaron varios instrumentos de trabajo como un tipo de azadón, el pilón, cestas y obras en cerámica, así como una forma de trabajo cooperativo similar a la cayapa. En la gastronomía apartaron variedad de alimentos y preparaciones como el quimbombó, el cambur, el funche, la cafunga e influyeron en la preparación de la hallaca.
Los negros esclavizados fueron obligados a adoptar prácticas religiosas impuestas por sus propietarios, los esclavos se unían en cofradías, usando figuras religiosas del catolicismo para adorar a sus dioses, creando un sincretismo religioso, como las fiestas de San Juan Bautista y los diablos danzantes de Yare que poseen una influencia africana. Diversos tipos de tambores africanos son usados en la música venezolana, y durante la época colonial su uso en ocasiones fue prohibido por asociarse con rebeliones, al igual que algunas danzas por ser considerados inmorales.

## Esclavitud moderna
El artículo 54 de la Constitución de Venezuela prohíbe la esclavitud y la trata de personas, así como el desarrollo de la actividad laboral en buenas condiciones, por su parte, el Código Penal de Venezuela sanciona la esclavitud y situaciones similares en los artículos 173 y 174. A pesar del marco legal existente en Venezuela, diversas organizaciones han denunciado la existencia de la esclavitud moderna, que incluye la explotación laboral, trabajo forzoso, trabajo infantil, explotación sexual, la trata de personas y la servidumbre.
Durante la década de 1980 se documentaron casos de migrantes indocumentados colombianos que eran sometidos a condiciones pésimas y bajos salarios en la producción de azúcar, además se evidenciaron las prácticas empresariales para evitar que los trabajadores escaparan, con el uso de guardias armados.
Según diversas organizaciones, Venezuela fue el segundo país de América con mayor número de esclavitud moderna en 2016, según el Índice Global de la Esclavitud de la organización Walk Free, existirían 198.800 casos de esclavitud, ante estas denuncias el gobierno venezolano ha mostrado cierta opacidad, además de la falta de políticas, denuncias y datos oficiales sobre la materia.
Durante la crisis política y económica en Venezuela, el sueldo mínimo se mantuvo en niveles de subsistencia, lo que repercutió en el aumento del trabajo infantil y de los casos de explotación sexual, además ciertas relaciones laborales de alta precariedad se asemejaron a la explotación laboral y el trabajo forzado. El 22 de julio de 2016 se publicó una resolución en la Gaceta Oficial que obligaba a las empresas públicas y privadas a ceder a sus trabajadores para laborar en la agricultura, aunque no existe certeza de que se haya aplicado dicha medida.
Una de las regiones donde se han denunciado mayores niveles de esclavitud moderna es el Arco Minero del Orinoco, ubicado principalmente en el estado Bolívar, donde se ha denunciado el trabajo forzoso de menores, la prostitución forzada, trabajo forzado de adultos en condiciones precarias con bajo remuneración, y en algunos casos sometidos al control de grupos armados.